# 中铁上海工程局

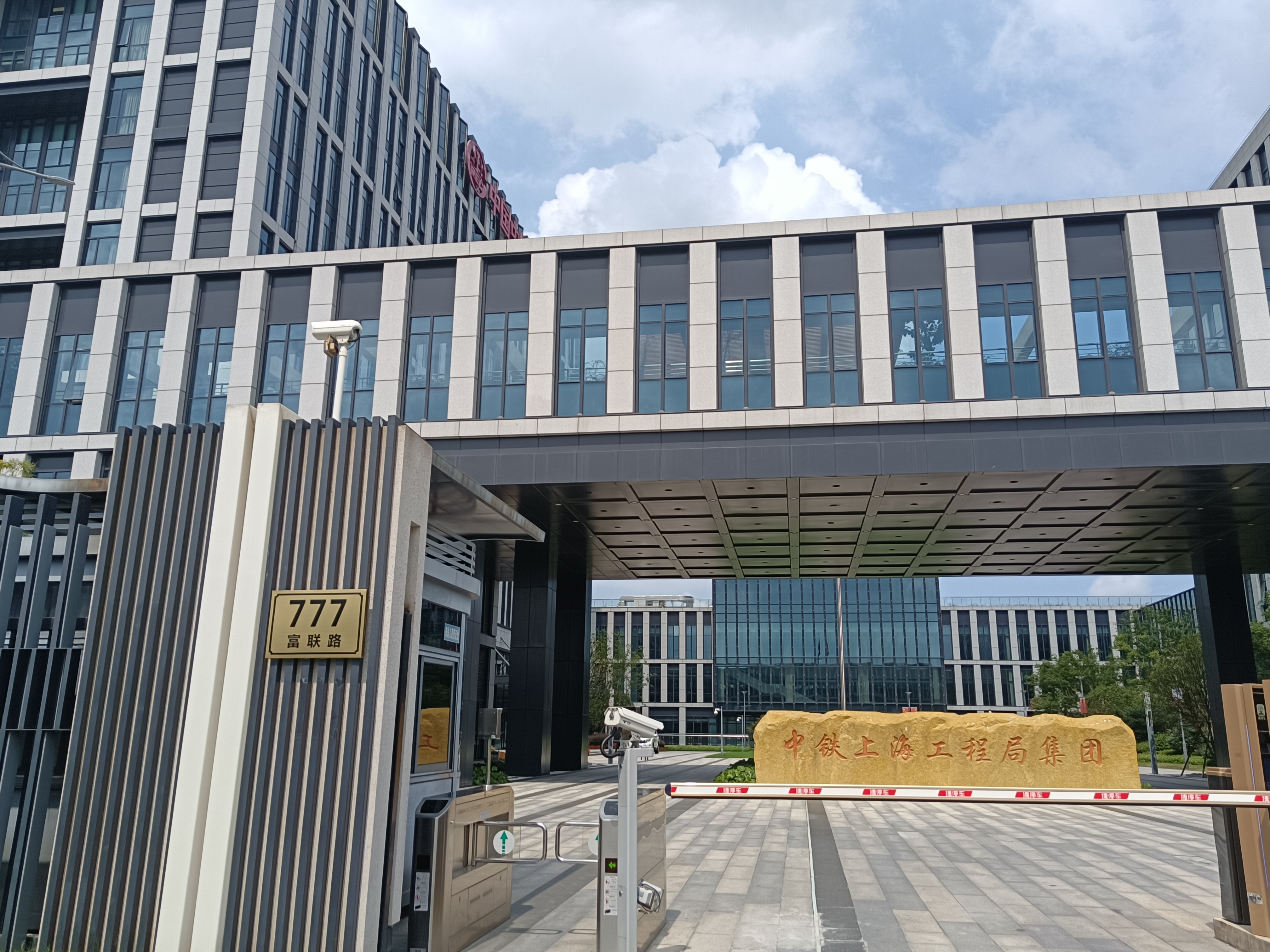
中铁上海工程局于顾村工业园区内的办公地点

中铁上海工程局集团有限公司（英語：Shanghai Civil Engineering Co., Ltd. of CREC），简称中铁上海工程局，注册地位于上海，隶属于中国铁路工程集团的上市公司中國中鐵:222。业务性质为铁路、公路、市政。截止2017年，公司总资产188.53亿元，净资产30.24亿元，净利润1.88亿元。
中铁上海工程局集团於2010年成立。
2020年9月，中国国产三米级主轴承盾构机“中铁872号”在苏州轨道交通6号线10标项目顺利始发，该机由中铁上海工程局承建，是首例通过国家强基工程试验的3米级国产主轴承应用盾构。2021年，沈阳地铁4号线7标沈阳北站站由中铁上海工程局承建。

## 外部連結
- 官方网站 （中文）